# Plectochorus taiwanensis
Plectochorus taiwanensis là một loài tò vò trong họ Ichneumonidae.